# Sara Page
Sara Page (Moxley, 1855 – Parkstone, 1943) è stata una pittrice inglese.
Sara Wells Page fu una pittrice ritrattista e figurativa del periodo Vittoriano ed Eduardiano. Espose molto spesso nei Salon di Parigi e nelle gallerie inglesi, inclusa la Royal Academy of Arts. Tre delle sue opere si trovano alla "Wolverhampton Art Gallery".

## Biografia

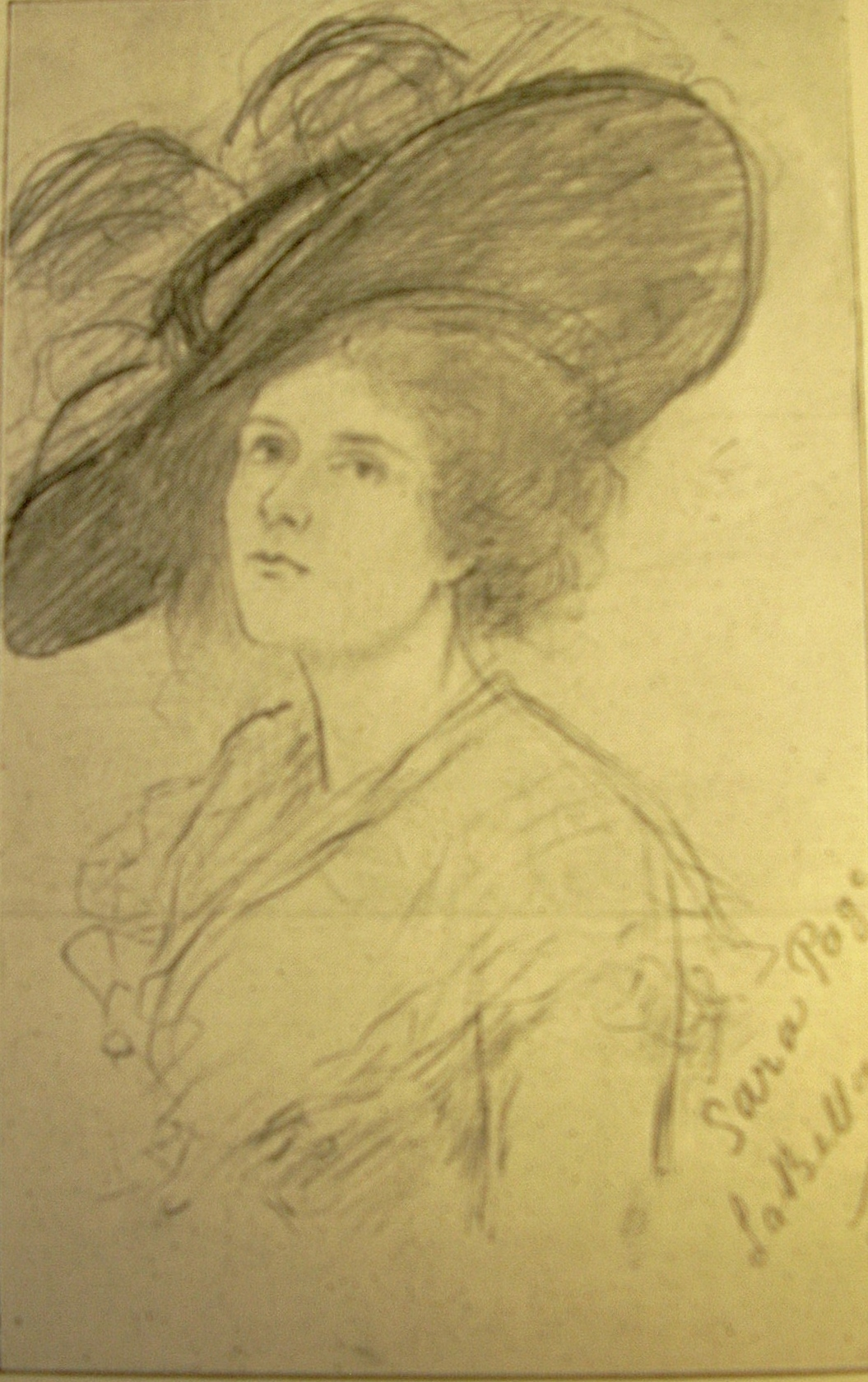
La Bella, 1902

Sara Page nacque nel 1855 a Moxley, nello Staffordshire, quarta di nove figli. Suo padre, Samuel Page, era un prospero mercante di legname, e sua madre, Sara Wells Page, era figlia di Thomas Wells (1804–1876), facoltoso padrone di ferriere locali. Sam Wells Page, fratello di Sara, era un curatore fallimentare per Wolverhampton e Walsall, e notaio nei Midlands. Ambedue i genitori di Sara morirono nel 1870, lasciando ai figli una considerevole fortuna, che permise loro di vivere in modo indipendente.
 
Fra il 1884 e il 1891, Sara studiò disegno alla "Wolverhampton School of Art", per poi recarsi in Italia a studiare le opere dei maestri italiani del Rinascimento.
"...l'opportunità di visitare l'Italia arrivò, e lì imparai ad ammirare le opere dei grandi maestri del Rinascimento, quasi vivendo nelle gallerie di Firenze e di Roma, e provando talvolta, mentre copiavo, ad entrare nei loro pensieri."
Nel 1892, dopo essere tornata in Inghilterra, Sara espose alla "Royal Birmingham Society of Artists" il quadro Golden Venetian. Quindi si recò a Parigi,
dove studiò nell'Académie Julian con William-Adolphe Bouguereau, Tony Robert-Fleury, e Gabriel Ferrier. Un anno dopo espose ancora nel Salon della "Société des Artistes Français".
"Ho studiato e lavorato con i migliori artisti francesi presso l'Académie Julian, trovandovi sia la guida degli insegnanti che un grande interesse fra i compagni di corso di diverse nazionalità e, poiché tutti gli studenti (circa 500) erano in competizione fra loro per ottenere una medaglia in pittura o scultura, la vita era certamente assai movimentata."
Sara Page espose al Salon della "Société des Artistes Français e alla Royal Academy of Arts di Londra, che dal 1892 sino al 1896 espose anche dei ritratti dei membri della sua famiglia. Negli anni che seguirono continuò a dipingere ritratti di donne come: Beatrice (1899), Theodora (1903), Blondina (1914), Isobel (1915, 1916), Henriette (1935). Fra gli altri lavori A Capri Maiden, esposta a Birmingham nel 1894 e The Breton Peasant esibito nel 1893–1894 alla "Royal Birmingham Society of Artists". Per i suoi ritratti ricevette anche una medaglia.
Nel 1897 si stabilì a Neuilly-sur-Seine, il sobborgo residenziale di Parigi dotato di un ricco ambiente artistico, e vi trasferì anche il suo atelier. Prese anche delle lezioni supplementari da artisti affermati e dai maggiori esponenti dello stile accademico: Pascal Dagnan-Bouveret e Gustave Courtois, che vivevano anch'essi a Neuilly-sur-Seine. Il suo maggiore successo, in quel periodo, fu l'esposizione del grande quadro Andromeda alla "Société Nationale des Beaux-Arts" nel 1902.
Nel 1904 lasciò Neuilly-sur-Seine e tornò a vivere a Parigi, in Avenue Niel. Realizzò quindi i quadri Le rocher qui pleure (The Weeping Rock), esposto nel 1910, e La Baigneuse, esposto nel 1911 e nel 1935, che appaiono assai simili ad Andromeda, per lo stile, per la composizione e per la tecnica. Queste opere possono essere considerate come ottimi esempi dello stile accademico francese che faceva capo a William Bouguereau, Dagnan-Bouveret, e Courtois.
Dal 1909 circa Sara studiò con la pittrice miniaturista Gabrielle Debillemont-Chardon, presidente della "Société des Femmes Peintres et Sculpteurs" e della  "Société des Miniaturistes et des Arts Precieux". Nel 1910, partecipò alla mostra di miniature presso la Galleria George Petit, esponendo il quadro del Bambino olandese. I suoi lavori di miniatura, esposti nel 1921 alla Galleria Brunner, ebbero un favorevole commento nel giornale Revue moderne des arts and de la vie. Divenne quindi nota come pittrice di miniature.
Espose poi alla Royal Academy, alla "Walker Art Gallery" e alla "Royal Birmingham Society of Artists", e nel 1926 donò alle "Wolverhampton Art Gallery" il suo quadro del 1902 Andromeda, come ringraziamento per le lezioni di disegno ricevute alla "Wolverhampton School of Art". L'opera, che era già stata esposta in precedenza al Salon di Parigi, fu riprodotta in stampa dal "Wolverhampton's Express & Star nel gennaio del 1928.
Sara tornò in Inghilterra nel 1934, circa. Trascorse i suoi ultimi anni con la sorella Elizabeth a Parkstone, nel Dorset, dove morì nel 1943, all'età di 88 anni.

Dopo la sua scomparsa, nello stesso anno, Elizabeth donò alla "Wolverhampton Art Gallery" un piccolo ritratto: The Princess, in memoria di lei. Il quadro Whisper of Spring fu donato alla Galleria nel 1977. Diversi altri suoi lavori si trovano nel "Poole Museum".
Sara Page è considerata un'artista assai diligente e solerte. Ella sperimentò diverse tecniche pittoriche seguendo sempre le regole della tradizione accademica. Fu pertanto un'esponente dello stile accademico in Inghilterra. La sua carriera professionale non fu particolarmente brillante, ma ella rimane un esempio di donna artista della fine del XIX secolo e dell'inizio del XX, che cercò assiduamente ed acquisì un’educazione artistica completa, una sua specifica espressività ed una carriera indipendente.

## Opere
Opere esposte in mostre d'arte:

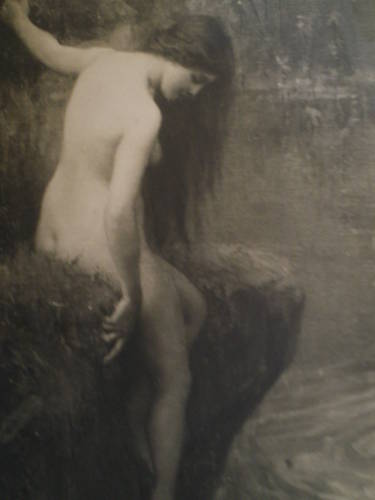
Bagnante, 1911

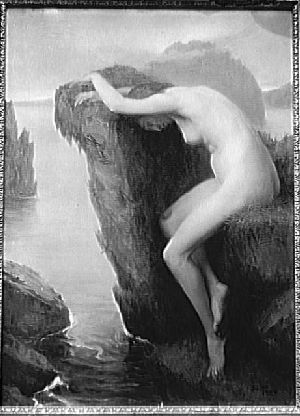
La roccia che piange, 1910

- A Golden Venetian, 1892 - (Una veneziana d'oro)
- Une Reve, 1892 - (Sogno)
- Elsie, 1892[9]
- Miss Ellen Wells, 1893,[9] collezione privata
- Portrait de M.lle E.P. 1893 - (Ritratto di M.lle E.P.)
- Mada, pastello, 1893
- Une paysanne bretonne, pastello, 1893 - (Contadina bretone)
- A Capri Maiden, acquarello, 1894 - (Una ragazza di Capri)
- Study of Fruit, olio, 1894 - (Studio di frutto)
- A Breton Peasant, olio, 1894 - (Contadino bretone)
- Une reponse attendue, 1894 - (Una risposta attesa)
- Innocence, 1895 - (Innocenza)
- Harmony in Blue, 1896[9] - (Armonia in blu)
- Portrait de M.lle K…, pastello, 1896
- Juin, pastello, 1896 - (Giugno)
- La Marquise, pastello, 1897 - (La marchesa)
- Beatrice, pastello, 1897
- Violettes, 1900
- The Princess, dipinto, 1901, Wolverhampton Art Gallery[9][16]
- Andromeda, olio, 1902, Wolverhampton Art Gallery[12][17]
- Riquadro contenente 2 miniature.
- La Bella, disegno, 1902[9]
- Theodora, 1903
- The Lace Maker, 1903 - (La merlettaia)
- Reflection, 1906 - (Riflesso)
- La Marquise, disegno, 1906
- Spring, 1906 - (Primavera)
- The Whisper of Spring, olio, c. 1906-1910, Wolverhampton Art Gallery[18] (Il pianto della primavera)
- Le Rocher qui pleure, olio, 1910 - (La roccia che piange)
- Le marquis, disegno, 1910 - (Il marchese)
- The Dutch Children, c. 1909 - (Bambino olandese)
- La Baugneuse, olio, 1911 - (La bagnante)
- La faunesse, disegno, 1911 - (La faunessa)
- La liseuse, 1912 - (La lettrice)
- L'écharpe rose, disegno, 1912 - (La sciarpa rosa)
- Jeune fille de France, miniatura, 1912 - (Giovinetta francese)
- The Rose Scarf, 1913 - (La sciarpa rosa)
- Louise, miniatura, 1914
- Blondina, 1914
- Isobel, 1915
- A la fontaine, 1920 - (Alla fontana)
- L'Emir, 1921 - (L'emiro)
- Le Bonnet blanc, 1921 - (Il berretto bianco)
- Charlotte, 1921
- La chale jaune, miniatura, 1925 - (Lo scialle giallo)
- Solitude, miniatura, 1925 - (Solitudine)
- Storm Clouds, 1934 - (Nubi temporalesche)